# Hans Traut
Hans Karl Emil Julius Ludwig Traut (Saargemünd, 25 gennaio 1895 – Darmstadt, 9 dicembre 1974) è stato un generale tedesco.

## Biografia
Traut nacque a Saargemünd (oggi Sarreguemines, in Francia) nella regione dell'Alsazia-Lorena che allora faceva parte dell'Impero Tedesco; il padre di Traut era un tenente di fanteria dell'esercito tedesco e di origini assiane, che giovanissimo aveva partecipato alla guerra franco-prussiana come sergente ed era stato promosso ufficiale. Il giovane Traut venne educato in Germania, nel collegio militare di Kassel dal quale uscì nel 1914 sottotenente in un reggimento di fanteria comandato dal generale Otto von Below sul fronte orientale; nel 1917 fu promosso tenente e distaccato sul fronte italiano partecipando sempre sotto von Below alla battaglia di Caporetto, distinguendosi particolarmente e ricevendo la Croce di ferro di I classe.
Dopo la fine della guerra fu distaccato nella Reichswehr e precisamento presso il ministero della difesa, occupandosi nel settore di logistica del ministero della difesa e operandosi per il miglioramento dei trasporti militari all'interno della Germania, interessandosi soprattutto ai sistemi ferroviario (già preso in considerazione da Moltke) e aereo: fu infatti uno dei primi ufficiali a pensare al trasporto aereo di unità di combattimento. Promosso capitano nel 1926 e maggiore 1931, nel 1933 pubblicò un interessante saggio su Moltke e le ferrovie di guerra; inoltre si interessò alla pianificazione di un eventuale attacco preventivo della Polonia, della Russia o della Lituania che partisse dalla Prussia orientale, minacciata da queste nazioni; infatti Traut si dedicò a lungo al miglioramento delle difese in Prussia.
Nel 1937 fu promosso tenente colonnello; i suoi piani di guerra furono ripresi da Halder e Brauchitsch per la pianificazione dell'attacco alla Polonia e lo stesso Traut venne elogiato per la sua abilità e distaccato presso l'Oberkommando des Heeres; nel 1938 Traut decise di prendere parte attiva alla guerra partecipando alla tanto agognata invasione della Polonia, all'invasione della Francia e all'operazione Barbarossa.  Il 23 gennaio 1942 fu promosso colonnello e insignito della Croce del cavaliere con fronde di quercia, la più alta onorificenza tedesca. Successivamente partecipò alle battaglie di Kiev, Mosca, del Caucaso e di Kursk, all'operazione Bagration e all'Offensiva di Vitbesk-Orsha e venne nominato tenente generale.
Nel 1944 Traut fu catturato dalle forze sovietiche e nel 1947 venne condannato a venticinque anni di lavori forzati a causa del ruolo avuto nella pianificazione dell'attacco alla Polonia e all'Unione Sovietica; fu comunque scarcerato nel 1955 ma tornato in Germania un tribunale tedesco lo condannò ad altri sette anni di prigionia, che scontò interamente; in carcere scrisse un libro di memorie in cui narrava la minuziosa ed attenta pianificazione dei piani di guerra dal punto di vista logistico e militare. Tornato in libertà Traut riuscì a vivere di una modesta pensione e delle entrate del suo libro, che è tuttora di immenso valore per gli storici militari della Seconda Guerra Mondiale.